# Jøder i Uruguay
Historien om jøderne i Uruguay daterer sig tilbage til kolonitiden. Ikke desto mindre skete den vigtigste tilstrømning af den jødiske befolkning i det 20. århundrede og på grund af krigene i Europa.

## Kolonitiden og 1800-tallet
Ankomsten af jøder til Banda Oriental del Uruguay går tilbage til det 16. århundrede, hvor conversos menes at være begyndt at besætte sig der. Den spanske inkvisition var ikke en væsentlig magtfaktor i området, og den første registrerede jødiske bosættelse skete i 1770-erne. Da inkvisitionen sluttede i 1813, banede det vejen for jøder til at blive mere accepterede der i hele det 19. århundrede.
Betydelig jødisk indvandring begyndte i slutningen af det 19. århundrede, da jøderne fra nabolandene Brasilien og Argentina vandrede ind i området og bosatte sig der. De fleste af dem var sefardiske og Mizrahim. Den største jødiske befolkning var i Montevideo, som havde 150 jøder i 1909. Den første registrerede minjan i Uruguay skete i 1912, og den første synagoge blev åbnet i 1917 af det lille ashkanazi-samfund. Fra da af var de fleste jødiske immigranter til Uruguay ashkenazim. Jødiske skoler blev åbnede i 1920'erne, og i 1929 oprettede ashkenazi-samfund et pædagogisk netværk.

## Indvandringen i mellemkrigstiden
Hovedparten af jødisk indvandring til Uruguay fandt sted i 1920-erne og 1930-erne. En stor andel af jødiske immigranter i denne periode var tyske jøder, men der var også nogle italienske jøder. Mange af disse indvandrere var sekulære venstreorienterede, der tog afstand fra det jødiske samfund. I denne periode fungerede Uruguay også som et midlertidigt stop for jødiske immigranter på vej til Brasilien og Argentina. Der var betydelige fascistiske og liberale elementer, der var imod al udenlandsk indvandring, men især jødisk indvandring. Skrappe indvandringskvoter blev indført umiddelbart før 2. Verdenskrig, men jøderne brugte Uruguay som transitpunkt til andre lande.
Jøderne i Uruguay ernærede sig oprindeligt i mindre detailhandel og som omvandrende handelsmænd, med nogle blev håndværkere og kunstnere. Med tiden flyttede de op på den økonomiske skala, og mange blev ejere af store butikker eller mellemstore virksomheder. Efter 2. Verdenskrig øgede jøderne deres repræsentation i den professionelle verden og blev primært middelklasse, især da mange uruguayske jøder var anden eller tredje generations indvandrere. Deres økonomiske fremgang blev hjulpet af oprettelsen af jødiske låne-og bistandsmidler, der udviklede sig til jødiske banker. Fra 1930'erne til omkring 1950, var der flere mislykkede forsøg på at etablere en jødisk landbrugsbosættelse.
| År   | antal | År   | antal | År    | antal  |
| ---- | ----- | ---- | ----- | ----- | ------ |
| 1924 | -     | 1932 | 1.083 | 1940  | 373    |
| 1925 | -     | 1933 | 411   | 1941  | 639    |
| 1926 | -     | 1934 | 500   | 1942  | 138    |
| 1927 | 771   | 1935 | 776   | 1943  | 17     |
| 1928 | 1.500 | 1936 | 1.262 | 1944  | -      |
| 1929 | 2.400 | 1937 | 1.530 | 1945  | -      |
| 1930 | 1.600 | 1938 | 3.115 |       |        |
| 1931 | 1.250 | 1939 | 2.170 | I alt | 19.535 |

kilde: American Jewish Year Book 1946-1947, s. 616 (Table 14)

## Efter 2. verdenskrig
Under oprettelsen af Israel i 1948 og den efterfølgende arabisk-israelske krig i 1948, der involverede den masseudvandring af jøder fra arabiske og muslimske lande, primært til Israel, immigrerede mere end 18.000 jøder til Uruguay, primært fra den arabiske verden og Rhodos. I 1950'erne flyttede en række ungarske jøder til Uruguay.
Uruguay, der havde støttet oprettelsen af et jødisk hjemland under konferencen i San Remo 1920, var et af de første lande til at anerkende Israel, og det første latinamerikanske land til at gøre det. Det var det første latinamerikanske land, og fjerde land overhovedet, hvor Israel etablerede en diplomatisk mission. Det var også en af de få nationer, der støttede Jerusalem som Israels hovedstad og modsætte sig en internationalisering af byen. Den diplomatiske mission i Jerusalem blev opgraderet til status af en ambassade i 1958, men efterfølgende nedgraderet til status af konsulatet på grund arabisk pres.
I 1960-erne var der sporadiske udbrud af antisemitisme blandt nationalistiske og neonazistiske organisationer, mange af dem med oprindelse i nabolandet Argentina. I 1961 under retssagen mod Adolf Eichmann blev alvorlige antisemitiske forstyrrelser provokeret af nazistiske grupper. Gennem det 20. århundrede havde antisemitisme en tendens til at følge konjunkturerne og stige, når økonomien var i krise.

## Krise og udvandring
Det jødiske samfund i Uruguay oplevede en alvorlig tilbagegang i 1970'erne som følge af udvandring. Ved midten af 1990-erne var der ingen jøder i de øverste lag af militæret og kun en lille jødisk repræsentation i den lovgivende forsamling. Den latinamerikanske økonomiske krise i 1990-erne og begyndelsen af 2000-erne havde en smertefuld indvirkning på de 40.000 jøder, der stadig boede i Uruguay. Mellem 1998 og 2003 emigrerede mere end halvdelen af dem, hovedsagelig til Israel for at finde bedre muligheder.

## I dag
I øjeblikket bor der 20.000-25.000 jøder i Uruguay, heraf er 95% bosat i Montevideo. Der er et lille organiseret samfund i Paysandú, mens andre jøder er spredte over hele landets indre. Omkring 75% er Ashkenazi og 11% sefardiske jøder. Fra 2003 var der 20 synagoger, men kun seks af dem holdt ugentlige sabbat-tjenester, og en fungerede hver dag. Der er en høj grad af blandede ægteskaber og assimilation.